# 松华坝水库
松华坝水库位于中国云南省昆明市北郊，盘龙江上游。始建于1958年，1995年进行加固扩建后，设计总库容2.19亿立方米，蓄水库容1.05亿立方米。松华坝水库最初的使用功能是防洪和农业灌溉，随着昆明城市的发展，1990年后主要功能变为城市供水，2003年后停止农灌供水，从此成为昆明城区重要的饮用水水源地。